# Getijdenboek van Engelbrecht van Nassau
Het Getijdenboek van Engelbrecht van Nassau is een geïllustreerd manuscript uit circa 1475. Het is een van de twee hoofdwerken van de Weense meester van Maria van Bourgondië. Het andere is het Getijdenboek van Maria van Bourgondië waaraan hij zijn noodnaam te danken heeft. Hij was waarschijnlijk actief in Gent en behoorde tot de omgeving van Justus van Gent en Hugo van der Goes. Hij wordt soms vereenzelvigd met een van beide kunstenaars.

## Opdrachtgever
Het uiterst kleine maar kostbare getijdenboek is genoemd naar Engelbrecht van Nassau, een van de eerste bezitters. Het is niet helemaal zeker of hij ook de opdrachtgever en eerste eigenaar was. De twijfel wordt ingegeven door de kleine, ongeïdentificeerde wapenschilden op de halsbanden van de jachthonden op fol. 50r, 53r en 56r en de letters 'GG' op fol. 151v en 158v.

## Beschrijving
De eerste versie van het manuscript ontstond rond 1475. De kopiist was Nicolas Spierinc. De verluchting is uitgevoerd door meerdere miniaturisten. De verhalende miniaturen en de drôlerieën over valkenjacht en toernooien zijn geschilderd door de Weense meester van Maria van Bourgondië. De bladgrote miniaturen werden geschilderd op aparte, later ingevoegde bladen. Ondanks de kleine afmetingen wist hij vindingrijke composities te creëren waarin verstilde taferelen, zoals die van zwangere Maria terwijl ze onderweg is naar Elisabeth (fol. 98r), elkaar afwisselen met spectaculaire massascènes zoals het Laatste Oordeel (fol. 181v) en de mensenmenigte op de achtergrond van de Ecce Homo (fol. 69r). De oorspronkelijke randversieringen zijn kort na 1480 – waarschijnlijk op verzoek van Engelbrecht – grotendeels overgeschilderd en vervangen door kleurrijke illusionistische kaders met bloemen en insecten die schaduwen op de bladzijden werpen. Dit was een nieuwe ontwikkeling die daarna veelvuldig is nagevolgd.

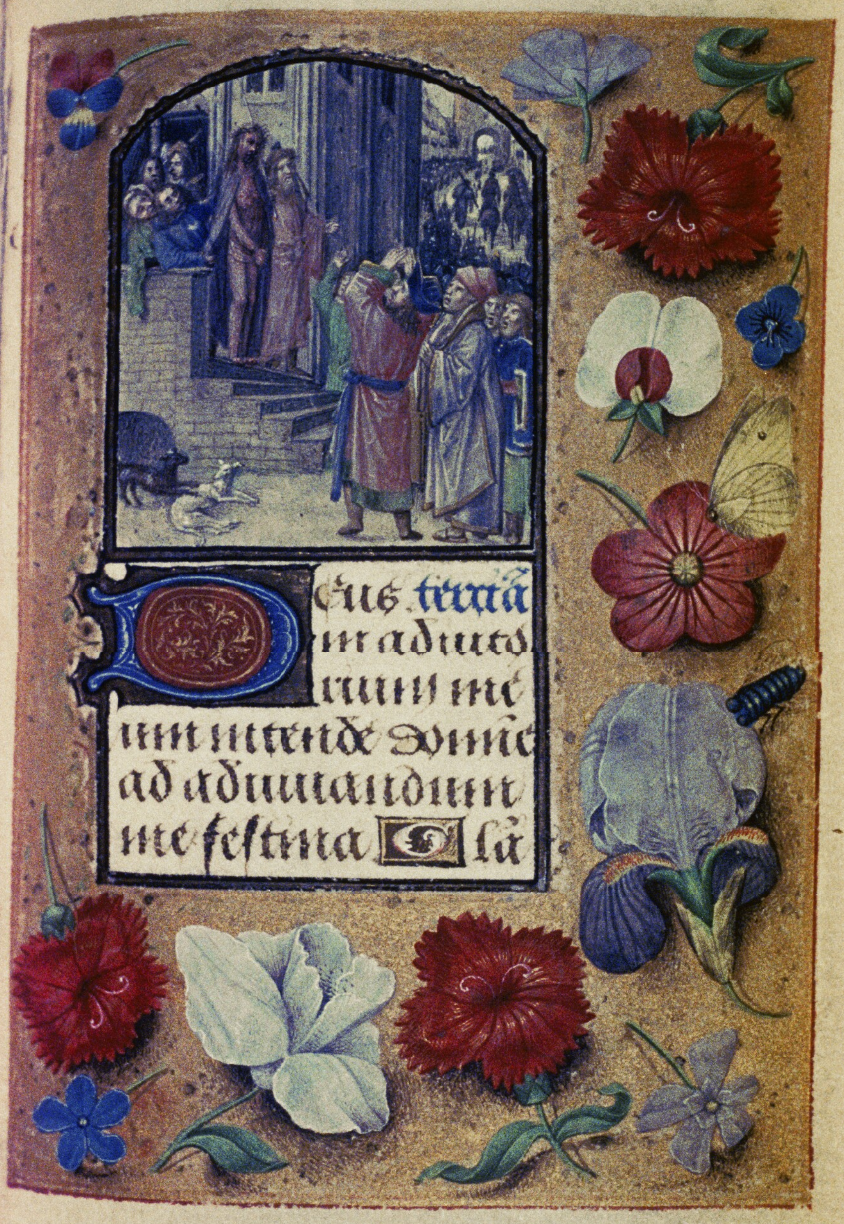
Ecce homo, fol. 69r
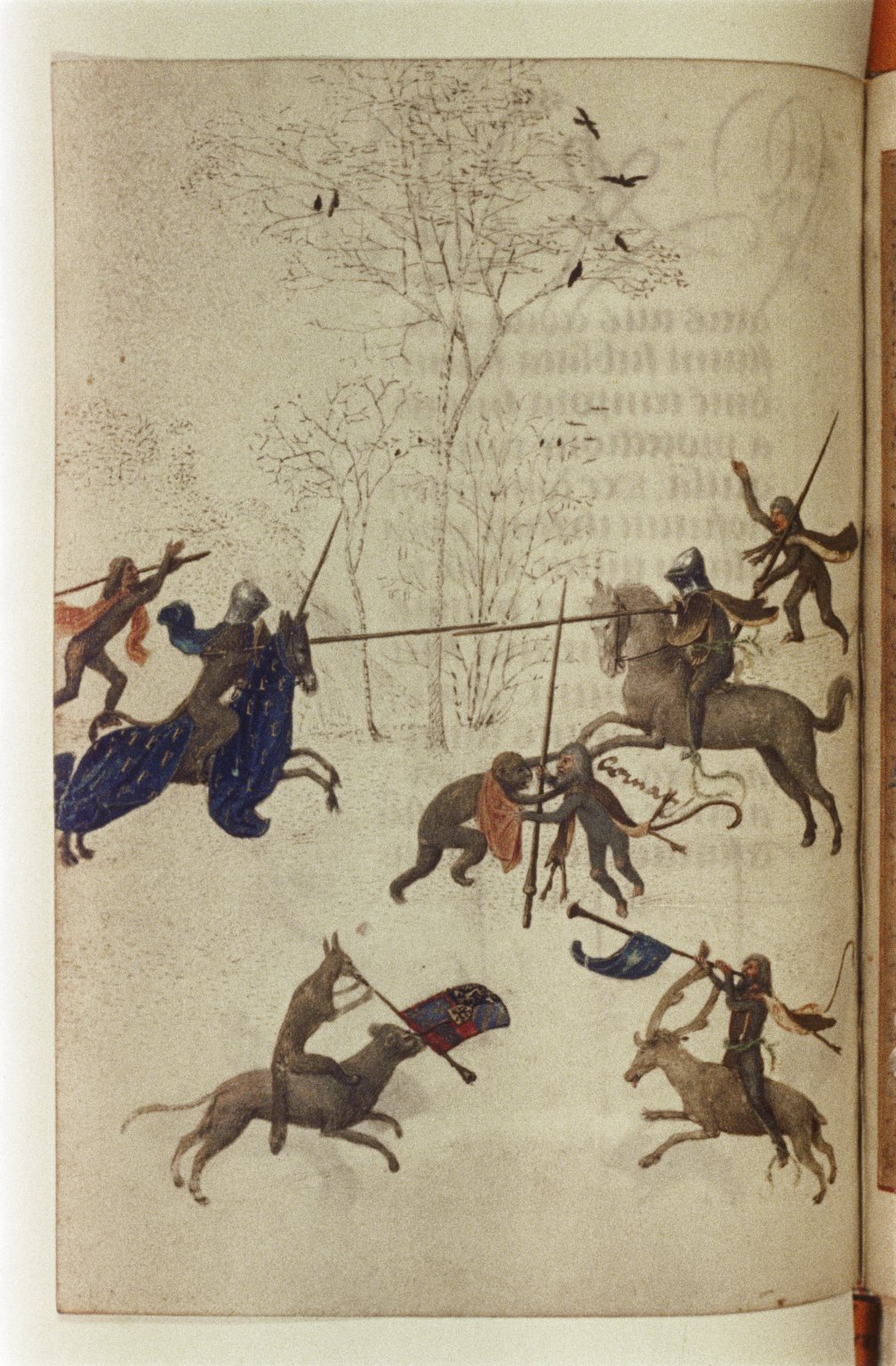
Toernooi, fol. 132v
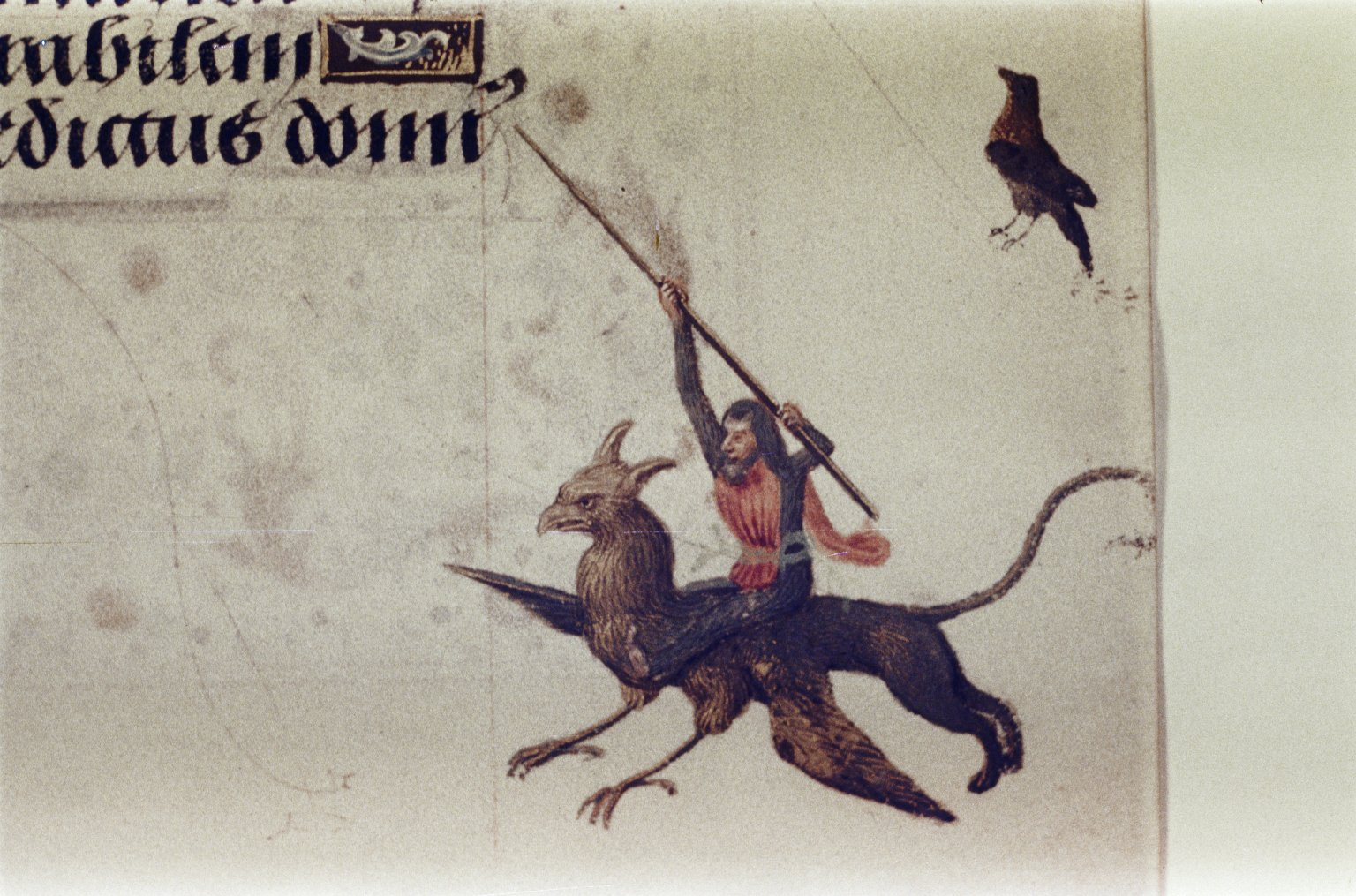
Drôlerie, fol. 141r (detail)

## Ter vergelijking

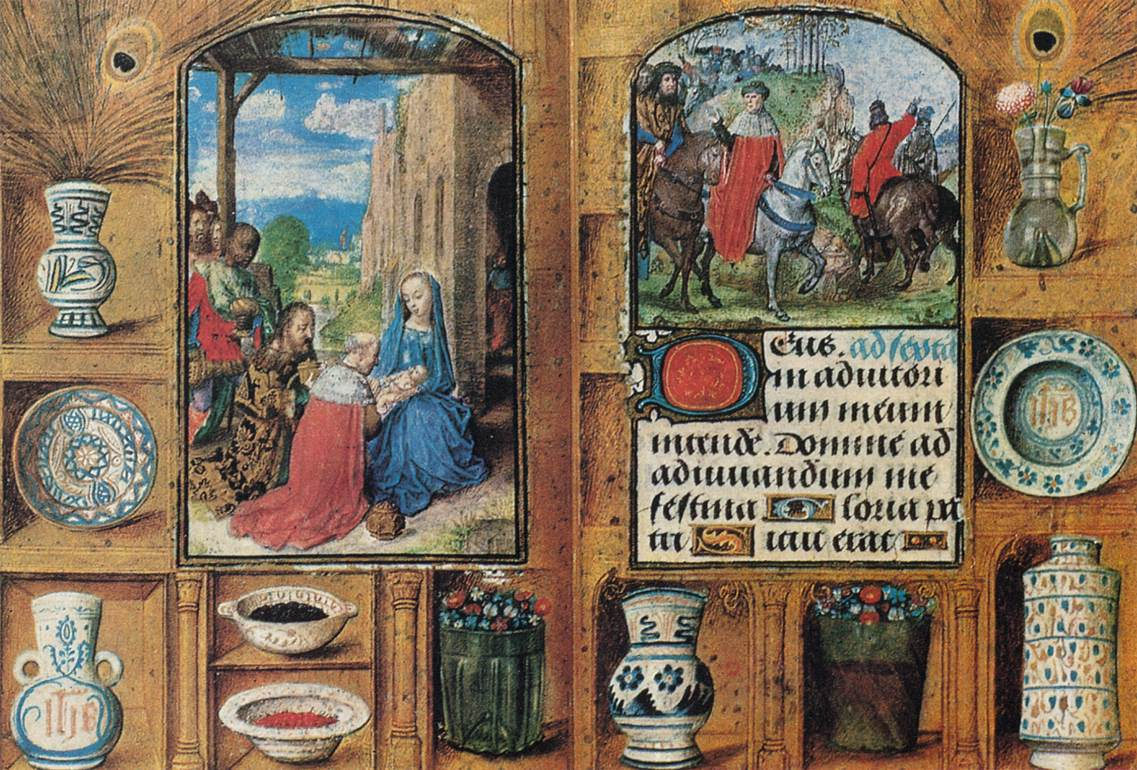
Getijdenboek van Engelbrecht van Nassau, fol. 145v-146r: De aanbidding door de wijzen en De terugreis van de wijzen met rechtsonder dezelfde apothekerspot als op het Portinari-altaar
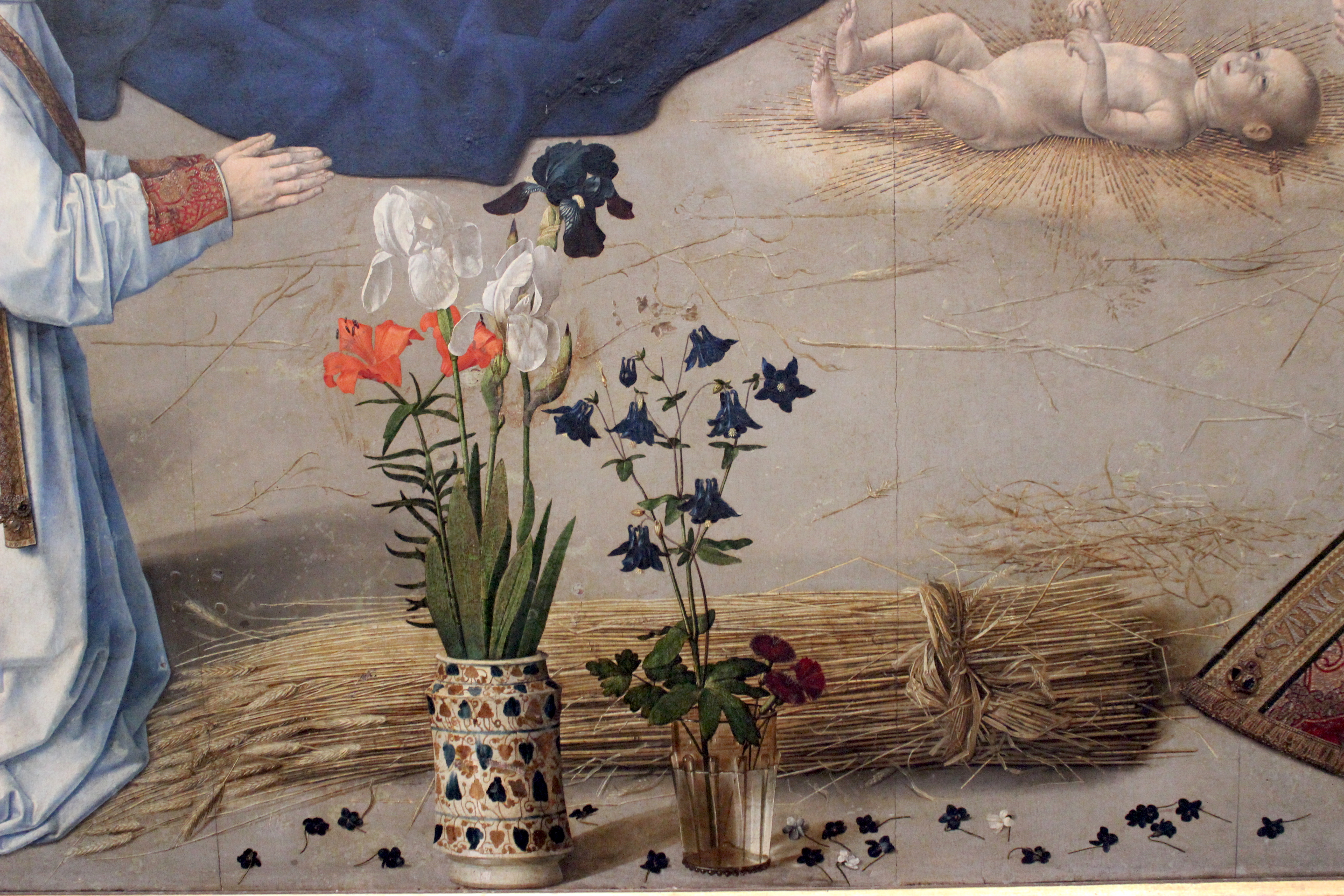
Het bloemstilleven op het Portinari-altaar van Hugo van der Goes